# Guitar Driver
Guitar Driver ist ein österreichischer Dokumentarfilm, der den österreichischen „Extremgitarristen“ Karl Ritter über ein Jahr lang begleitet und Einblicke in sein Privatleben, zu seinen Meinungen gibt, untermalt von seiner eigenen Musik. Er wurde 2017 vom österreichischen Regisseur, Kameramann und Filmemacher Walter Größbauer in Wien gedreht. Der Kinostart war der 13. Juli 2018 Österreich und in Deutschland.

## Handlung
Den österreichischen „Extremgitarristen“ Karl Ritter hat der notierte Klang nie gereizt. „Spielen, nicht Üben“ ist sein Credo. Schon als Kind berührte er erstmals Stahlsaiten. Unter dem Pseudonym Leopold Karasek spielte er in Kurt Ostbahns „Chefpartie“. Es folgten weitgespannte Ausflüge in grobe und in sanfte Landschaften, per Resonator-, E- und Westerngitarre. Zurzeit führt ihn seine Reise durch eine Welt phantastischer Sounds, die seine Gitarren – nahezu – von selbst erzeugen: Schwingungen, Vibrationen, Rückkoppelungen, bizarre Gebilde vom Feinsten.
Der Film folgt Karl Ritters Spuren, im Alltag und bei seinen Auftritten im Laufe eines Jahres. Beginnend mit seinem Projekt „Weiße Wände“, das er mit Christian Reiner und Herbert Pirker ins Leben gerufen hat, bei seinem Auftritt bei der ARS-Electronica in Linz, bei der Aufführung seiner Komposition „Soundritual“, einer kosmischen Klangreise, in der Kirche von Stockerau, zu der er die wichtigsten Avantgarde-Musiker Österreichs geladen hat. Auch bei selten gewordenen Auftritten mit der Band „Kurt Ostbahn und die Kombo“ ist die Kamera dabei sowie bei einem Konzert mit Otto Lechner begleitend zur Ausstellung über ihre gemeinsame Afrikareise. Eine Probe mit Schauspielerin Anne Bennent für ihr Poesie-Konzert „Comment dire“, sein jährliches Geburtstagskonzert mit Mamadou Diabate im legendären Porgy und Bess sind weitere Stationen der filmischen Reise.
Einblicke in Karls Privatleben, seine Geschichte, seine Lebensweisheit verschmelzen zu einem Musikfilm, in dem Zuhören und Zusehen eine Wechselbeziehung eingehen, bestimmt von beeindruckenden akustischen Passagen und bildgewaltigen Montagen, die Karl und seine Heimat in allen Jahreszeiten beleuchten.

## Kritik
- 84 beeindruckende Minuten schreibt Brigitte Schokarth vom Kurier.[2]
- Reinhold Gruber von den Oberösterreichischen Nachrichten schreibt von einer entspannten und bildgewaltigen Reise mit Karl Ritters Musik im Hintergrund[3]
- Ulrich Kriest vom Filmdienst beschreibt eine: „geduldig zugewandte Annäherung an einen exzeptionellen Tonkünstler“[4]
- Ein eigenwilliger wie gelungener Musikfilm schreibt Markus Deisenberger von Music Austria.[5]

## Festivals
- Indie Fest Filmawards, La Jolla (USA), 2018

## Auszeichnungen
- Award of Merit The Indie Fest 2018, La Jolla – USA